# Medasina corticaria
Medasina corticaria là một loài bướm đêm trong họ Geometridae.